# Bikaner
Bikaner è una città dell'India di 800,384 abitanti, capoluogo del distretto di Bikaner e della divisione di Bikaner, nello stato federato del Rajasthan. In base al numero di abitanti la città rientra nella classe I (da 100.000 persone in su). La città fu fondata da Rao Bika nel 1486 e fu, in età moderna, capitale di uno Stato indipendente.

## Geografia fisica
La città è situata a 28° 1' 0 N e 73° 17' 60 E e ha un'altitudine di 242 m s.l.m..

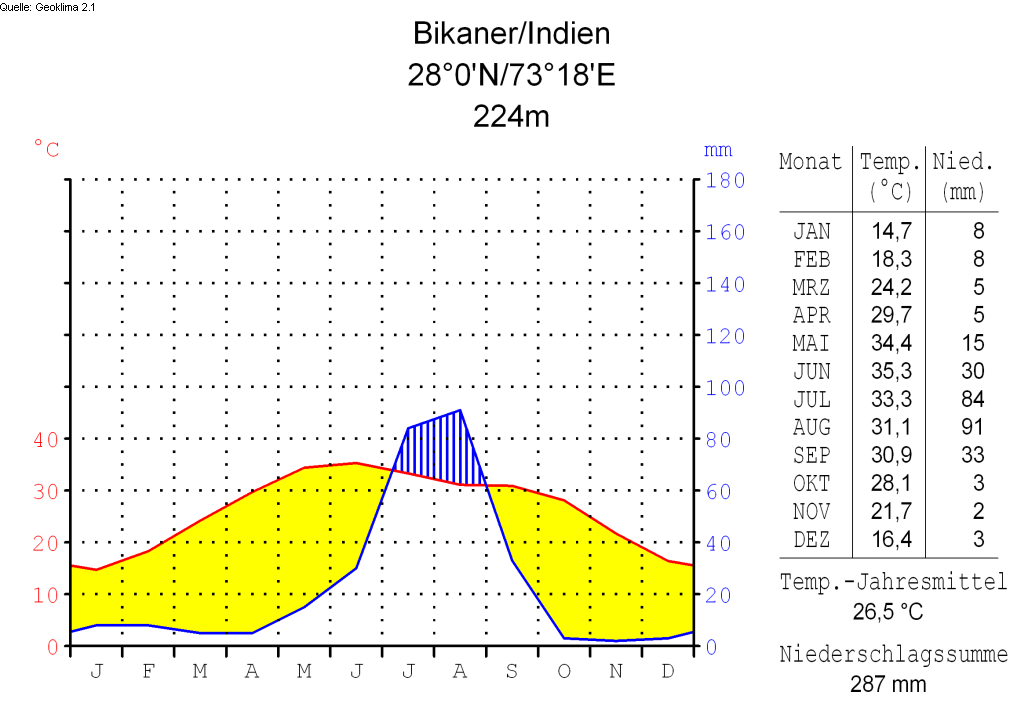
Variazione mensile della temperatura e delle precipitazioni a Bikaner

La città è situata nel Deserto di Thar, in una zona molto poco piovosa. Infatti la media annuale di pioggia è di 20,94 mm. Anche le temperature si mantengono costantemente alte: la media di luglio è di 35,3 °C con una massima storica estiva di 47 °C e la media di gennaio è di 14,7 °C con una minima storica di 0,8 °C.

## Architetture militari
- Forte Junagarh

## Società

### Evoluzione demografica
Al censimento del 2001 la popolazione di Bikaner assommava a 529.007 persone, delle quali 282.450 maschi e 246.557 femmine. I bambini di età inferiore o uguale ai sei anni assommavano a 73.794, dei quali 38.713 maschi e 35.081 femmine. Infine, coloro che erano in grado di saper almeno leggere e scrivere erano 350.355, dei quali 209.307 maschi e 141.048 femmine.

## Economia
La città è nota per alcune attività artigiane di alto livello qualitativo (avorio e tappeti soprattutto) e per i propri allevamenti di ovini. Negli ultimi decenni si sono sviluppate alcune attività industriali (industrie meccaniche, chimiche, alimentari ecc.)

## Galleria d'immagini

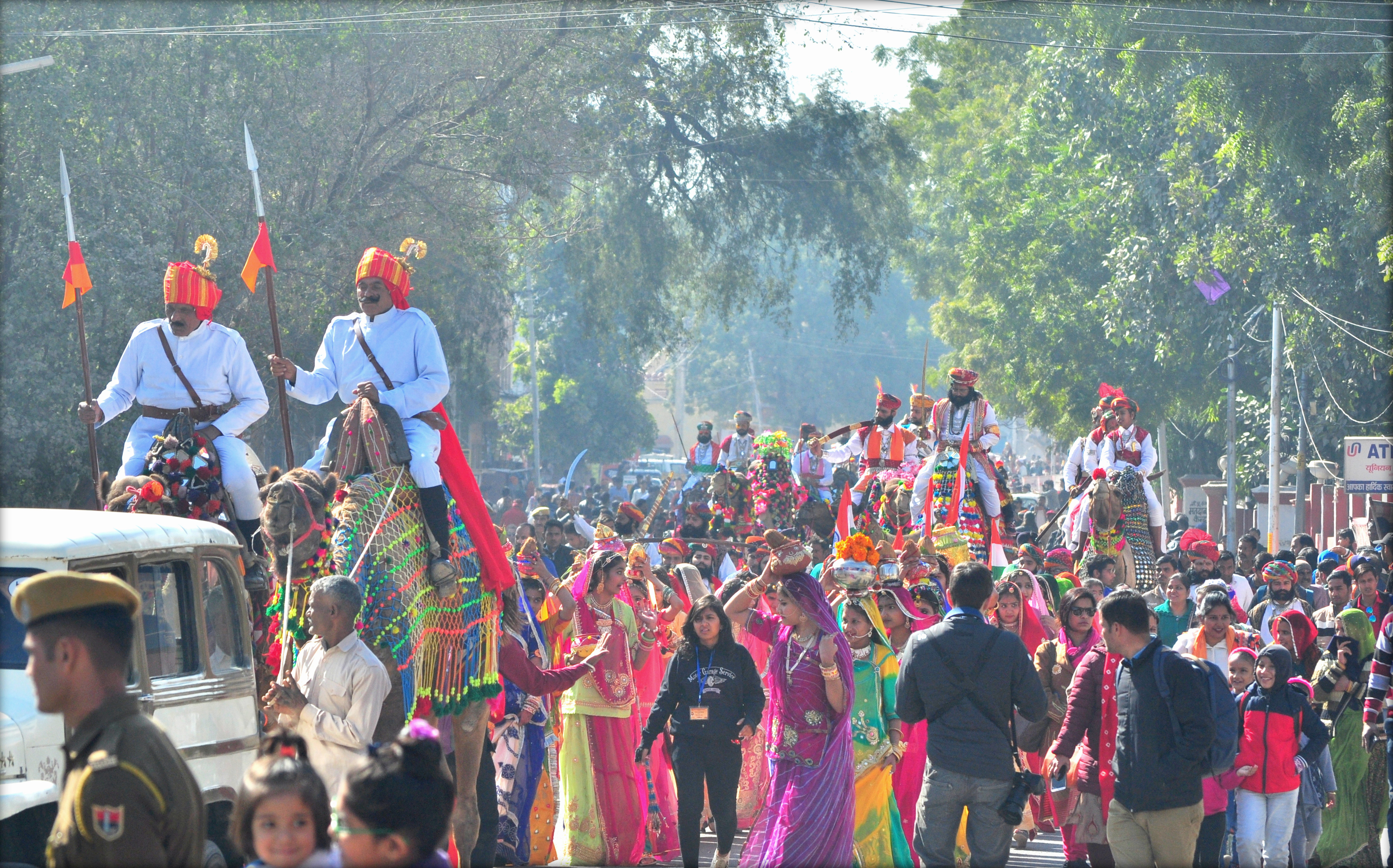
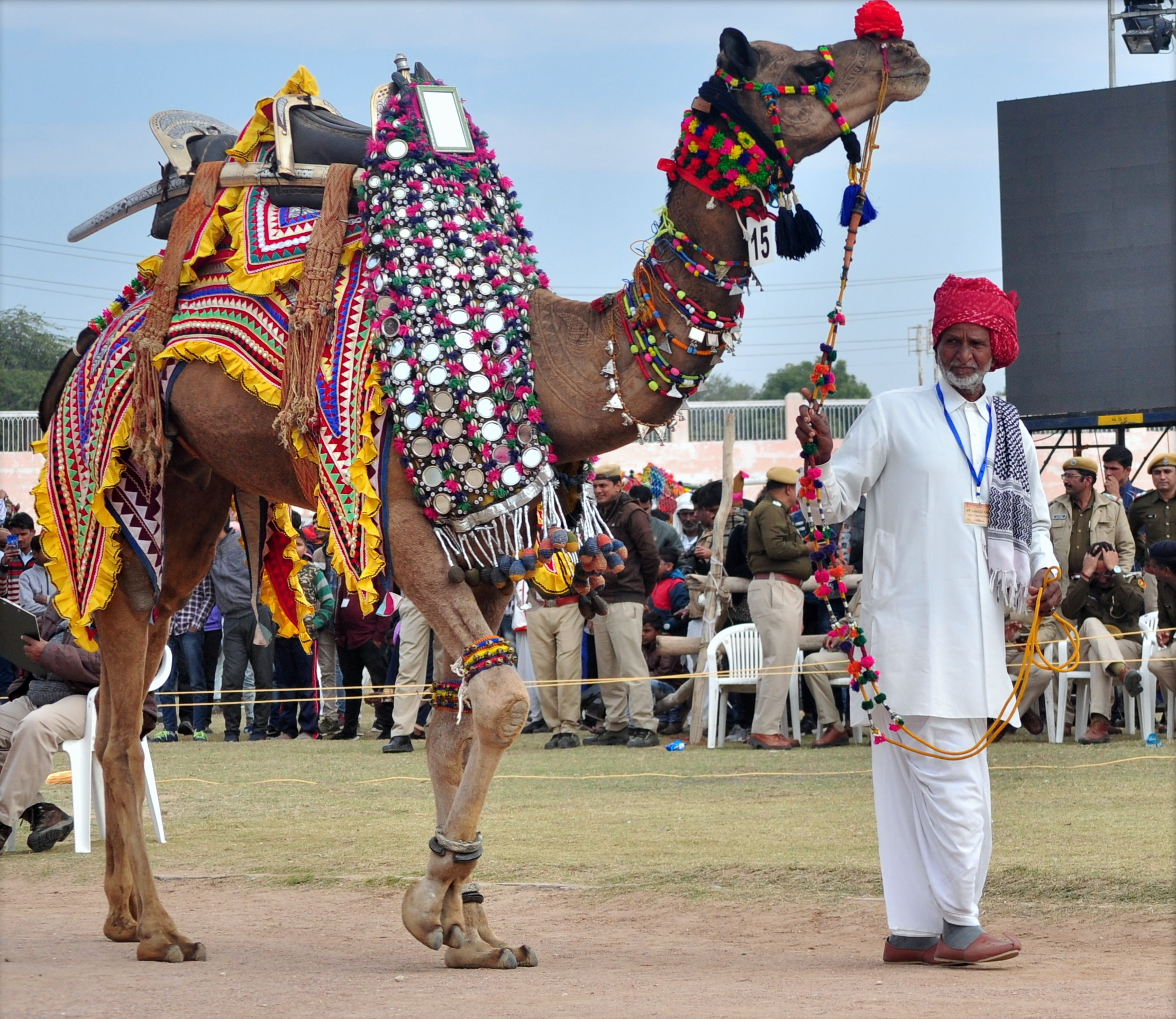
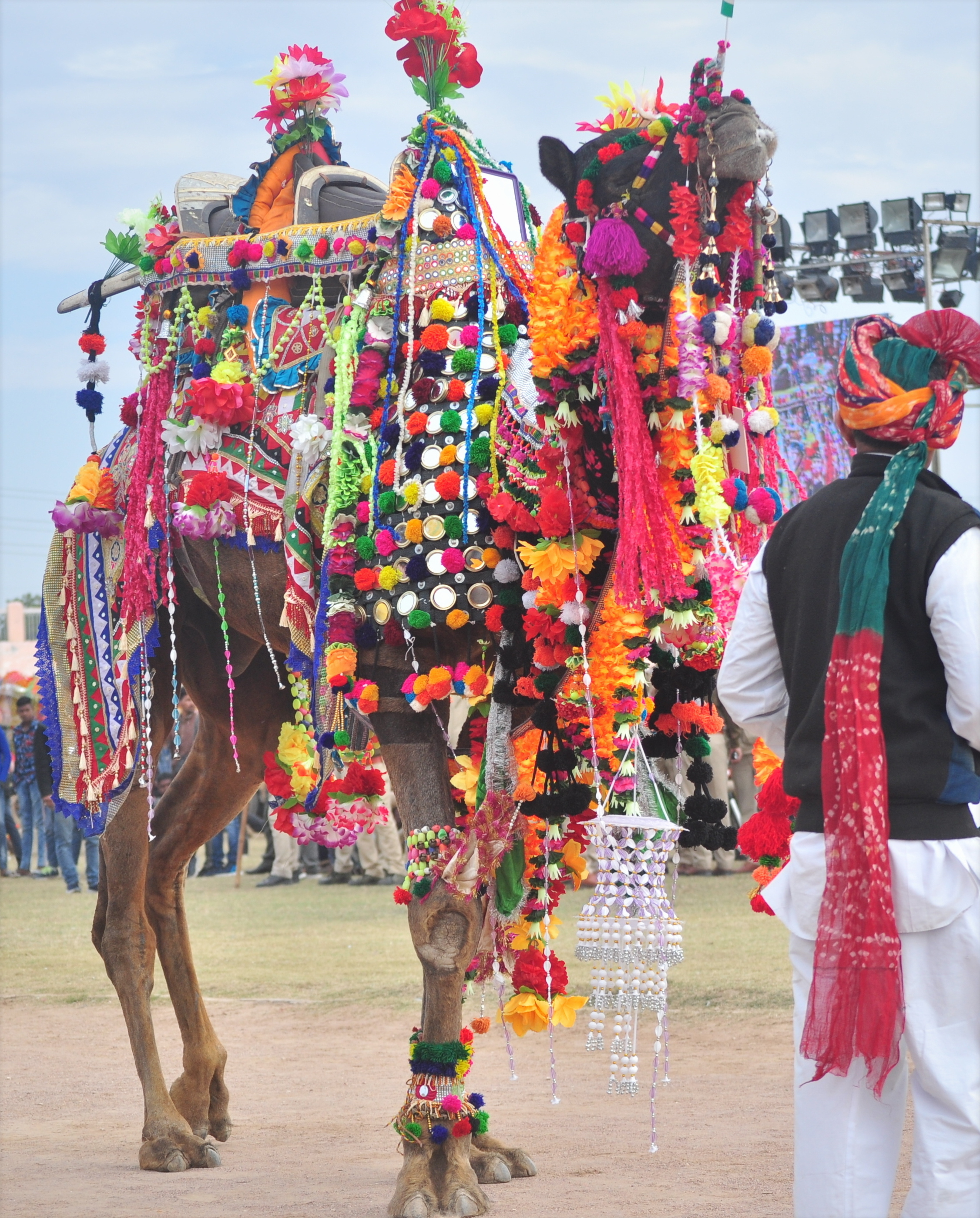
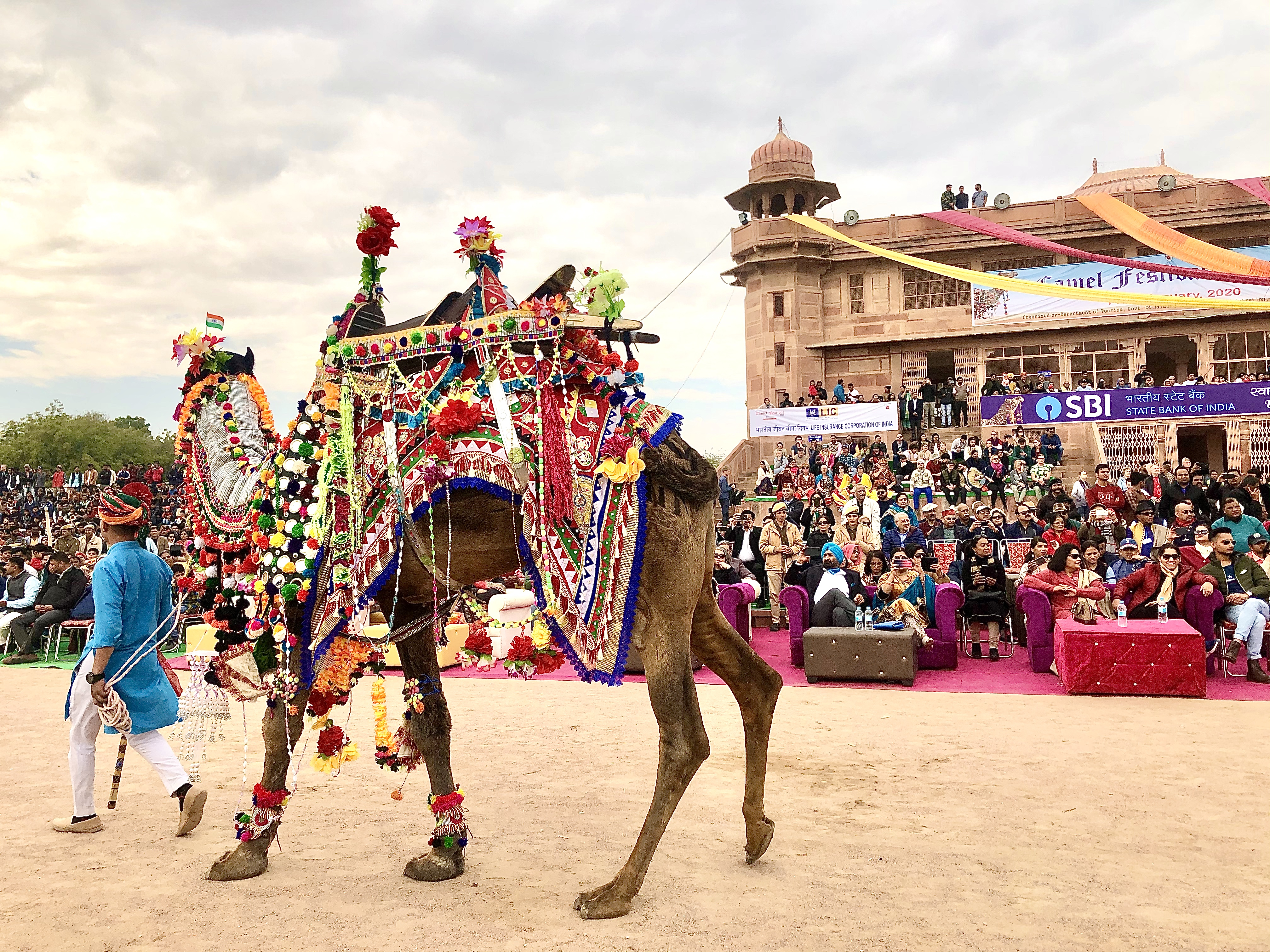
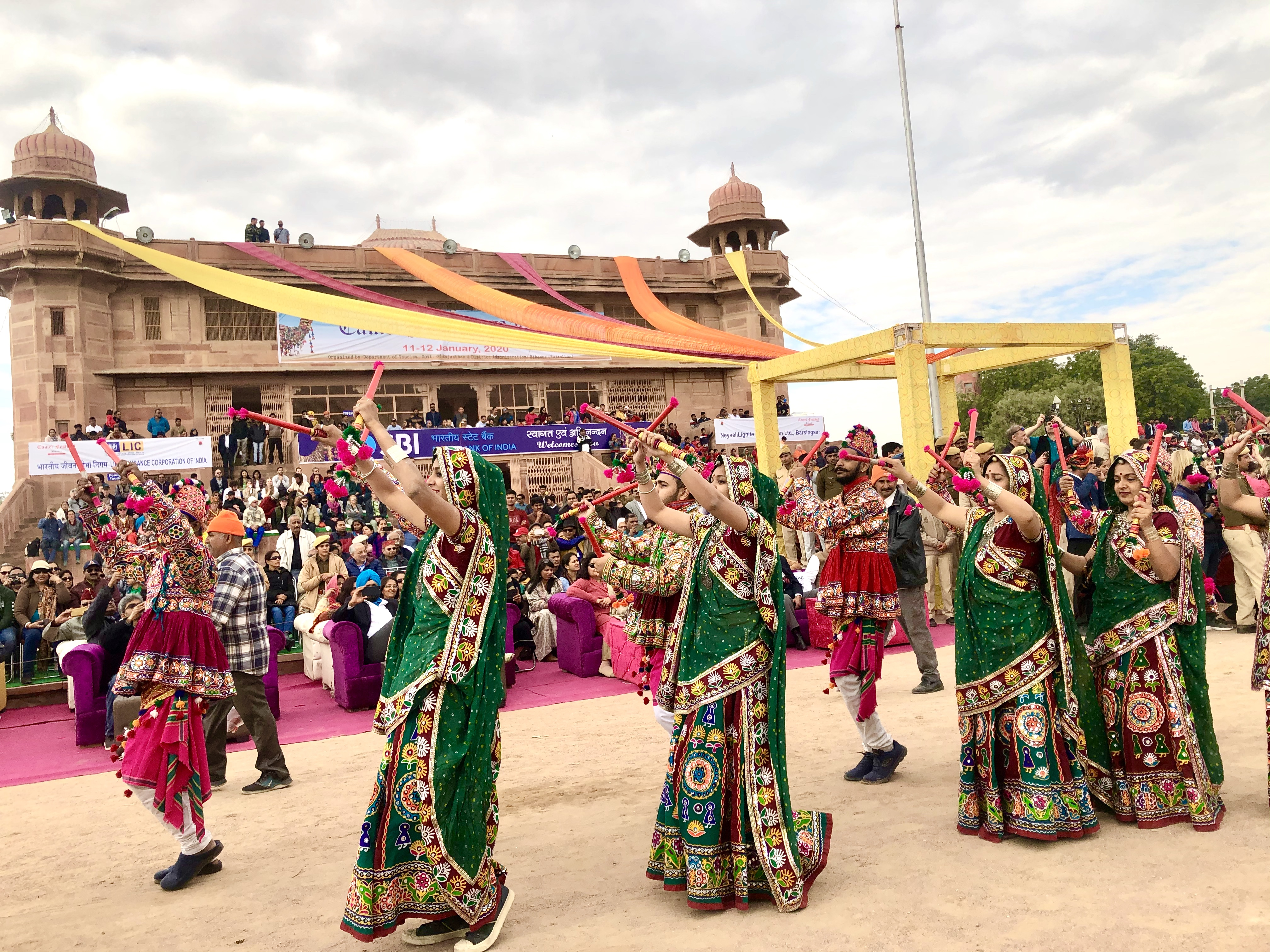
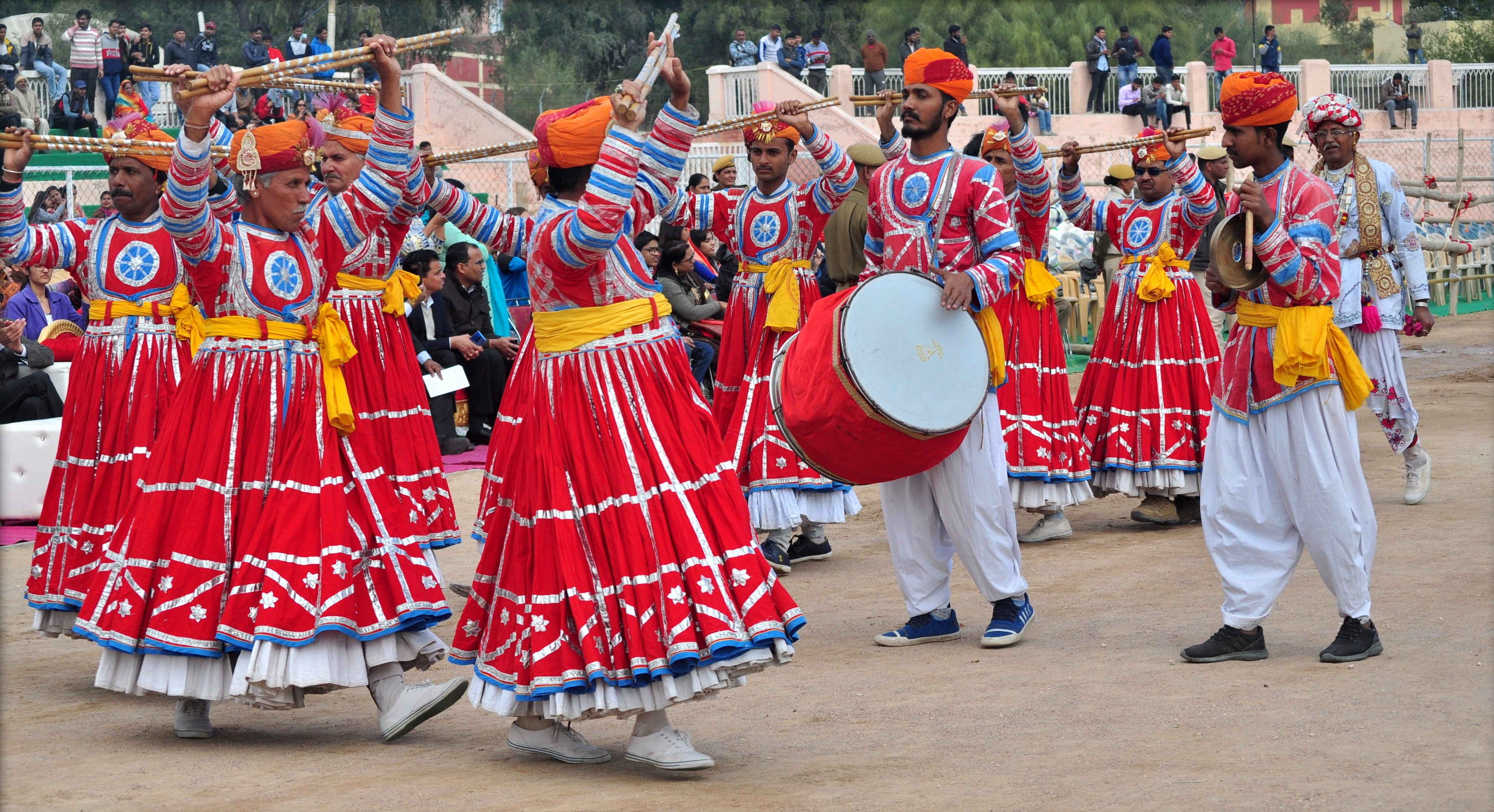

## Città amiche
- Udine, dal 2000